# Funicolare di Montevergine
La funicolare di Montevergine è un impianto a fune che collega la cittadina di Mercogliano al santuario di Montevergine, ubicato nell'omonima frazione a un'altitudine di circa 1270 metri s.l.m.

## Storia

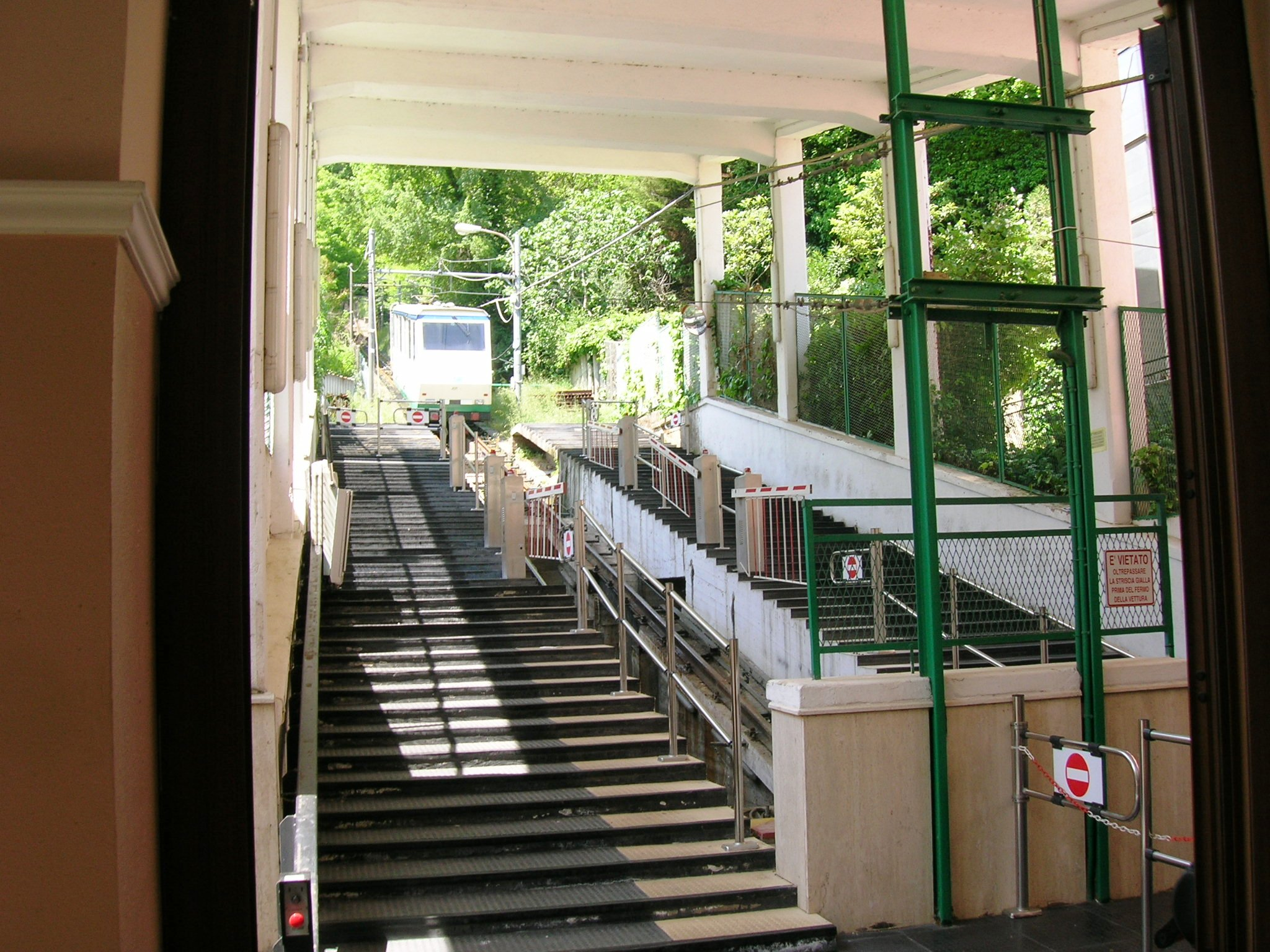
Vettura in partenza

L'idea di collegare il santuario con il centro di Mercogliano tramite una funicolare, in modo da rendere più agevole la salita dei pellegrini, risale alla fine del XIX secolo, su idea dell'abate Guglielmo De Cesare: nel 1882 buona parte del tracciato era stato già realizzato, ma a seguito di problemi economici e lo scoppio della prima guerra mondiale i lavori furono interrotti. Nel 1926 l'abate Ramiro Marcone fondò una società chiamata Partenion e il 25 aprile diede il via all'inizio dei lavori di costruzione della stazione a valle; nel 1929 la società cambiò nome in Società Immobiliare Irpina di proprietà dei monaci benedettini, che ottennero l'usufrutto della funicolare per 50 anni
Lo scoppio della seconda guerra mondiale fermò ancora una volta i lavori e l'impianto poté essere inaugurata solo il 23 maggio 1956 dall'abate Ludovico Anselmo Tranfaglia. Nel 1973, a causa dell'invecchiamento e deterioramento il Ministero dei trasporti ne decise la chiusura in attesa dei lavori di riqualificazione: per gli onerosi costi di gestione la funicolare venne ceduta agli Autoservizi Irpini. I lavori di ristrutturazione durarono quasi dieci anni e la struttura venne riaperta il 23 maggio 1981. Il servizio fu nuovamente sospeso a partire dal 13 ottobre 2012 e il collegamento con il santuario assicurato mediante navetta. Il 5 ottobre 2015 iniziarono i lavori di ristrutturazione dell'impianto: questi terminarono otto mesi dopo, permettendo la riapertura della funicolare il 25 giugno 2016.

## Caratteristiche
L'impianto è il secondo in Europa per dislivello ed ha delle pendenze che vanno dal 43% al 64%: la funicolare compie un percorso di circa 1.670 metri superando un dislivello di 734 metri in soli sette minuti, grazie ad una velocità di 4 m/s. Il binario, interamente elettrificato, è unico, eccetto nella parte centrale dove si sdoppia per permettere l'incrocio tra le due vetture, che sono in grado di trasportare 85 persone ciascuna.